# Champ-contrechamp
Pour les articles homonymes, voir champ.

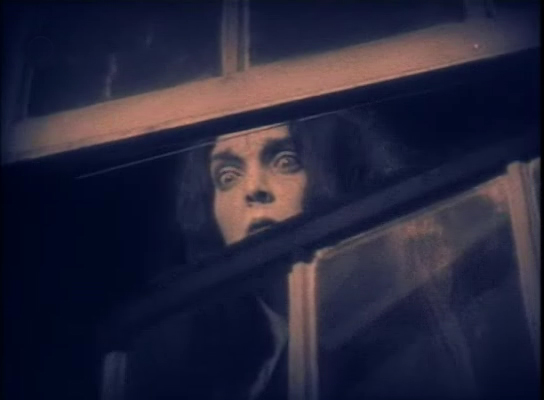
Image tirée du film Greed de 1924.

Le champ-contrechamp est une technique et une esthétique de prises de vues dans les films, qui consiste à filmer une scène sous un angle donné, puis à filmer la même scène sous un angle opposé, à 180° du premier, ou selon une symétrie axiale ou une symétrie par rapport à un point, ou alors de filmer séparément deux actions qui, dans la réalité, se confrontent (face à face de deux armées, ou match de tennis, par exemple).
Dans l’opération du montage, les deux prises de vues, champ et contrechamp, offrent un vaste choix de solutions de continuité de la scène. Les deux plans peuvent en effet être morcelés et assemblés selon les désirs du réalisateur ou les nécessités dramatiques du récit. 

## Historique
C’est un cinéaste anglais de l’École de Brighton, James Williamson, qui, le premier, utilise en 1900 la figure de tournage champ-contrechamp, dans son film de quatre minutes Attaque d'une mission en Chine (Attack on a Chinese Mission), dont il ne reste plus aujourd’hui que moins de deux minutes. Le récit montre l’assaut d’une bande de Boxers (militants nationalistes chinois) pour détruire une mission évangélique anglaise, et l’arrivée providentielle d'une troupe de Blue Jackets qui sauvent la famille et anéantissent la bande. 
Pour cela, James Williamson a filmé d’abord ce qu’on appelle un plan-maître (Master-Shot), montrant la mission en plan d’ensemble. Le pasteur et sa famille se promènent paisiblement devant l’entrée, un Chinois, brandissant une arme blanche, apparaît dans le champ, la famille rentre précipitamment, sauf le pasteur qui se sacrifie en attaquant le militant chinois. D’autres Boxers surgissent et tentent de pénétrer dans la mission. Les Blue Jackets arrivent et font feu. La famille du pasteur est sauvée, le raid écrasé.
Ensuite, James Williamson a filmé trois autres plans qu’il a inclus dans le montage – ce qui à l’époque ne se faisait chez aucun cinéaste, sauf chez son confrère de l’École de Brighton, George Albert Smith. Les deux premiers plans sont tous deux des contrechamps du plan-maître : les Boxers forçant la grille du parc et se dirigeant vers la mission, et les Blue Jackets arrivant et faisant feu en direction de la mission. Le troisième plan a disparu, celui d’un officier à cheval qui , le film de Louis Lumière. Cette affirmation de l'historien du cinéma Georges Sadoul est d’autant plus vraisemblable que derrière les Blue Jackets faisant feu en direction de la mission, on peut effectivement remarquer la présence d’un cavalier dont la monture piaffe. L’utilisation du champ-contrechamp, continue Georges Sadoul, est un « style de récit, typiquement cinématographique, qui paraît avoir été inconnu en 1900, hors d’Angleterre. »
James Williamson réitère le champ-contrechamp dans son film réalisé en 1901, Fire !, où le plan filmé en studio montrant la victime de l’incendie, qui tente dérisoirement d’éteindre le feu puis se désespère, est suivi de son contrechamp : l’intervention des pompiers à l’extérieur du bâtiment. Le collègue américain du cinéaste anglais, Edwin Stanton Porter, réalise en 1903 Life of an American Fireman (La Vie d'un pompier américain), inspiré selon le cinéaste lui-même du film de James Williamson, mais il ne sait pas l'imiter. Il montre ainsi in extenso dans un plan unique l’attente des victimes, cette fois une mère et sa fille, vues dans leur chambre, l’arrivée par la fenêtre des pompiers et le sauvetage en deux temps de la mère et de la fillette, puis in extenso également, un second plan où la même scène est reprise point par point, vue de l’extérieur du bâtiment en feu. Un redoublement de la scène car Edwin Stanton Porter ne comprend pas (encore) le procédé qu’a inventé James Williamson, et il respecte la façon de filmer de l’époque : pour chaque lieu, une seule prise de vue, et il ne pense pas que l’on puisse mélanger les deux prises de vues (« matcher », comme le disent les monteurs).
Le film d’Edwin Stanton Porter « aura une seconde sortie en 1930 après avoir été remonté en morcelant les deux prises de vue – extérieure et intérieure – et en les alternant dans un champ-contrechamp devenu à l’époque une figure classique de montage. », et profitera d’une sonorisation d’autant plus facile à effectuer qu’il n’y a aucun dialogue.

## Champ-contrechamp de dialogue

### Technique
À l’époque du cinéma muet, la coutume est de filmer le dialogue de deux ou trois personnes en un seul plan rassemblant l’un à côté de l’autre tous les protagonistes de la scène, un cadrage du type plan mi-moyen (mi-corps) ou plan américain (mi-cuisses), voire plan moyen (en pied), et de couper ce plan par les répliques de chacun, rédigées sur des « cartons » (intertitres). Le même plan, scindé en deux, trois ou plus, peut ainsi servir pour tout le dialogue. Mais en vérité, les cinéastes de cette époque ont aussi utilisé des plans plus serrés sur chacun des personnages, entre lesquels étaient disposés les intertitres correspondant à celui qui était censé prononcer la réplique.
Un bon exemple est donné par le film qui est abusivement nommé « le premier film parlant », à savoir Le Chanteur de jazz (1927). « Ce film est plutôt un film chantant. Les dialogues sont toujours les classiques intertitres, les cartons du cinéma muet. Ainsi, pendant que Jack Robin (Al Jolson) chante, il regarde avec reconnaissance et amour sa mère qui l’écoute, émue et fière, en compagnie d’un ami de la famille. Celui-ci, filmé en gros plan, s’adresse à la mère. “C’est bien le fils de son père, il chante avec son cœur !”. On peut lire sa remarque grâce à un intertitre, on ne l’entend pas parler. La mère est filmée elle aussi en gros plan, les yeux noyés de larmes. Elle répond par un autre intertitre. “ C’est son monde, la scène… Si c’est Dieu qui l’a voulu, Il le gardera ici ”. Tandis qu’en fond sonore, son fils continue à susurrer à son intention un hymne de piété filiale, Mother of mine (Ma mère à moi), accompagné par l’orchestre. Le cinéma sonore ne l’est encore qu’à demi, quand les uns chantent, les autres ne peuvent pas parler, et inversement. »
Mais l’arrivée de l’enregistrement sonore va effectivement permettre à terme l’enregistrement direct des dialogues, et leur reconstitution parlée et non plus écrite. Les cinéastes initient une technique qui va s’imposer jusqu’à nos jours : le dialogue en champ-contrechamp. Cette figure de montage obligée date, d’après Georges Sadoul, du film The Front Page, où le réalisateur Lewis Milestone, s’appuyant sur les dialogues nerveux de Ben Hecht, dont le film est l’adaptation de sa pièce éponyme, « organisa une véritable danse de la caméra autour des acteurs. Innovation qui créa un poncif, dans les films “bavards”, comme le procédé qui morcela systématiquement le découpage et se caractérisa bientôt par une cadence pendulaire alternant champ et contrechamp. »
Pour tourner ce type de dialogues à « cadence pendulaire », les comédiens sont filmés les uns après les autres, ceux qui sont hors-champ restent sur le plateau pour donner la réplique à leurs collègues. « Le ou la monteuse prend tantôt telle phrase sur tel personnage et la réplique sur l’autre personnage, tantôt reste sur l’un des personnages qui écoute l’autre, avec toutes les variantes possibles. » La caméra est à chaque fois déplacée pour filmer chaque comédien de face. Quand deux personnages sont face à face, la caméra filme donc en champ-contrechamp, au sens strict du terme. Mais quand il y a trois personnages, si la caméra se déplace pour filmer l’un après l’autre chaque protagoniste de face, il s’agit aussi d’un champ-contrechamp, bien que le retournement de la caméra ne soit pas pour chacun de 180°.
Ajoutons que pour rendre plus palpable le face à face, la configuration du champ-contrechamp se doit d’être soutenue par des plans plus larges qui montrent la présence réelle des personnages dans le même lieu et se faisant face. Ce plan s’appelle, selon le critique et historien du cinéma André Bazin, le plan d’authentification. « Il n’est pas permis au réalisateur d’escamoter par le champ-contrechamp deux aspects simultanés d’une action. »

### Disposition des comédiens
Dans un champ-contrechamp, la disposition des comédiens par rapport à la caméra offre plusieurs solutions qui n’ont pas le même sens ni le même effet en ce qui concerne la dramaturgie.
- Comédiens filmés de face, regard caméra. Le retournement champ-contrechamp est alors un 180° exemplaire, mais à chaque fois, le regard caméra apporte un sens nouveau, puisqu’il est en fait un regard en direction du public qui se sent pris à partie, regardé par chacun des personnages. Ce qui peut amener aussi bien un sentiment gratifiant chez les spectateurs qu’un malaise certain, la caméra effectuant alors des plans subjectifs.

- Comédiens filmés de ¾. La plupart des champ-contrechamp classiques sont filmés avec cette disposition des comédiens, qui élimine l’effet très particulier du regard caméra et du plan subjectif. Le spectateur est alors dans une situation plus confortable d’accompagnateur de chacun des comédiens, ou plus simplement de témoin privilégié, voire de voyeur, ces dernières postures étant suggérées par une « amorce » du second personnage, c’est-à-dire que l’on devine l’autre comédien par la présence de sa nuque (floue car plus proche de la caméra) ou de son épaule, ou de toute autre partie qui le désigne, main, pied, sauf bien sûr le visage[10].

Cette disposition exige de satisfaire à quelques précautions dans la prise de vues, dont la première, est nommée d’un ton scolastique « règle des 180° ». Ce n’est pas, comme on pourrait le croire, pour éviter de filmer la seconde caméra qui filmerait le contrechamp en même temps que la première filmerait le champ. Car ce type de prise de vues est dans la majorité des cas filmés avec une seule caméra que l’on retourne pour faire le contrechamp quand sont réussies les prises concernant le champ. Il faut imaginer que le retournement de l’axe de prise de vues n’est pas seulement celui de la caméra, mais aussi celui des éclairages, du son, parfois d’un élément de décor, etc. 
Il s’agit en vérité de rendre correctement la confrontation, en champ-contrechamp, des regards de chaque comédien. La caméra doit entreprendre chacune des prises de vues, champ et contrechamp, en étant disposée dans un secteur déterminé par la ligne qui passe d’un comédien à l’autre. Quand elle est dans ce secteur pour filmer le premier puis le second comédien, les regards de ces derniers se croisent virtuellement, ce qui correspond à une situation de face à face. C’est-à-dire que le premier personnage porte un regard de gauche à droite sur son partenaire placé hors-champ à droite de la caméra, et le second personnage porte un regard de droite à gauche sur le premier qui est placé hors-champ à gauche de la caméra. Le retournement de la caméra n’est plus ici de 180°, mais d’un angle inférieur, ce qui la laisse dans le secteur recommandé.
Si la caméra franchit cette ligne pour filmer le contrechamp d’un champ filmé en deçà de la ligne, les regards ne sont plus croisés, les deux personnages regardent dans la même direction, faussant ainsi la situation de confrontation face à face, comme s’ils s’adressaient à un troisième personnage que l’on ne verrait jamais (d’où l’appellation impérative de « règle des 180° »).
Dans « la série télévisée New York Police Blues, le montage très morcelé, issu de plans filmés à plusieurs caméras portées, au-delà de la gêne visuelle d’un montage “à l’arraché”, atteste de la véracité des personnages et des récits. Le spectateur a l’impression qu’il est bousculé dans un lieu où théoriquement il ne devrait pas être présent, celui d’une brigade d’enquête criminelle en pleine action, donc en totale confusion ! » Dans cette série, les regards des comédiens vont en tous sens, mais la logique et la rapidité de l’action ont une telle force qu’elles authentifient le face à face.
Car le champ-contrechamp est parfois obtenu en tournant à deux, voire trois caméras, les deux premières assurant la prise de vues sur chacun des deux comédiens, la troisième enregistrant les deux comédiens cadrés ensemble (le plan « d’authentification » d'André Bazin). Il y a gain de temps et gain dans le ton des comédiens (filmés ensemble, ils sont plus incisifs, alors qu’un comédien qui joue hors-champ a tendance, malgré toute sa bonne volonté, à jouer légèrement en retrait). Mais le procédé est plus lourd et interdit tout mouvement de caméra, le risque étant qu’une caméra et son opérateur soient filmés par l’autre caméra.
- Comédiens disposés de profil, ou côte à côte. La première configuration permet de filmer à plusieurs caméras, celles-ci étant installées parallèlement, sans risque de se filmer mutuellement, mais n’est pas, esthétiquement parlant, très expressif. Jean-Luc Godard expérimente dans Le Mépris, une telle disposition : Brigitte Bardot et Michel Piccoli, assis sur un long canapé, mais il remplace le classique champ-contrechamp par le passage d’un profil à l’autre au moyen d’un travelling latéral « en accordéon », donc un travelling aller-retour-aller, etc.

- Comédiens filmés par le biais d’un miroir. Cette configuration riche permet de voir tous les comédiens de ¾ face durant toute la scène, et leur face à face s’effectue dans le reflet du miroir. Dans les films évoquant le théâtre et ses loges, elle est même devenue un poncif.

- Scènes plus larges en champ-contrechamp. Le champ-contrechamp n’est pas réservé aux scènes de dialogues, même si son utilisation est reine dans ce genre de scènes, malgré le recours fréquent au plan-séquence, qui, créant une continuité dans l’espace, élimine totalement la figure de style du champ-contrechamp. Mais il est incontournable, dès lors que l’on oppose physiquement deux groupes ennemis, par exemple, dans une scène de bataille quand deux armées s’affrontent, ou dans une scène de combat individuel.

### Montage de champ-contrechamp
Il existe diverses manières de monter l'alternance champ-contrechamp, au choix du réalisateur et de son monteur. La série policière Badge 714 a « fait sensation » en 1954, avec un montage qui garde systématiquement à l'image le personnage qui parle, y compris pour des répliques aussi courtes que « oui » ou « non » Le personnage qui fait face à celui qui parle et qui l'écoute n'est jamais montré, il ne l'est que s'il parle lui-même. Cette technique de montage a surpris lors de son apparition : « On appréciait tout particulièrement la façon apparemment réaliste dont elle restituait le caractère bien trempé et le style direct des policiers. » Elle peut néanmoins être considérée comme « creuse » : sa simplicité fait qu'elle néglige la complexité du déroulement d'une conversation. Si quelqu'un regarde deux personnes en train de parler, il ne va pas regarder toujours celui qui parle, mais aussi tourner la tête pour déceler ce que pense celui qui écoute. Selon le monteur américain Walter Murch, qui a baptisé cette technique, simpliste bien qu'efficace, « le système Dragnet » [titre original de la série], le montage du champ-contrechamp doit anticiper sur la réaction du futur public, supposé d'avoir envie de tourner la tête vers le personnage hors-champ, prenant ainsi en compte les changements d'attention qui ont lieu dans la réalité. « La question qui se pose est alors la suivante : "À quel moment précis tourne-t-on la tête ?" » En effet, le problème et le mystère des raccords restent entiers. Walter Murch analyse ainsi qu'un personnage coupé à l'image avant la fin de sa réplique peut par exemple paraître plus sincère, tandis que s'il reste à l'image après la fin de son texte, le spectateur est amené à chercher dans son regard s'il dit ou non la vérité.